# Édouard Roche
Pour les articles homonymes, voir Édouard Roche (homme politique) et Roche (homonymie).
Édouard Albert Roche (17 octobre 1820, Montpellier — 18 avril 1883) est un mathématicien et astronome français, aussi auteur de travaux de météorologie. Il est aujourd'hui célèbre pour ses travaux — passés plutôt inaperçus de son temps mais aujourd'hui importants en astrophysique — sur :
- la stabilité d'un corps homogène en rotation soumis à l'influence des effets de marée causés par un autre corps ;
- la géométrie du champ gravitationnel d'un système formé par deux corps.

## Biographie
Édouard Roche vient d'une famille associée à l'université de Montpellier depuis plusieurs générations. Il est de santé fragile et c'est dans cette université que se déroule toute sa carrière, entre son doctorat en 1844 et sa mort en 1883.
Il passe néanmoins trois ans à Paris à l'instigation d'Augustin Cauchy. À son retour en 1847, il se marie, mais sa femme tombe malade durant les noces et meurt huit jours plus tard ; cette perte l'affecte beaucoup et il ne se remariera pas,.
Il est nommé chargé de cours à l'université de Montpellier en 1849, puis professeur trois ans plus tard, et occupe ce poste jusqu'à sa mort. Il décline trois fois des offres pour devenir doyen de l'université.
Voyageant peu, publiant surtout à Montpellier, occupé par le réexamen soigneux de l'hypothèse nébulaire de Laplace et par ses observations météorologiques — par ailleurs attaché à sa ville — Roche travaille dans une indifférence presque générale. L'illustration la plus marquante en est l'issue malheureuse de sa candidature à l'Académie des Sciences. Dix ans s'écoulent entre son élection comme correspondant de l'Académie en 1873, et le moment où, à la mort de Liouville, on envisage d'en faire un membre permanent. Le vote qui s'ensuit est désastreux pour Roche : sur 56 voix, il n'en recueille qu'une, celle de François Tisserand (qui fera beaucoup par la suite pour diffuser les travaux de Roche).
L'issue de ce scrutin ne parvient pas à Roche : il meurt deux jours après le vote, d'une pneumonie,, le 18 avril 1883.
Outre Tisserand, de grands noms de la science ont insisté sur l'importance des travaux de Roche, notamment Henri Poincaré, qui y a consacré deux séries de cours à la Sorbonne en 1902 et 1911, ainsi que G. H. Darwin et son élève James Jeans,.

## Contributions remarquables
Les avancées qu'Édouard Roche a faites sur deux problèmes négligés de ses contemporains font aujourd'hui son renom.

### La limite de Roche

Un satellite à l'intérieur de sa limite de Roche, en voie de désintégration

Tout juste nommé chargé de cours à l'université de Montpellier, Roche publie un premier traité important, Mémoires divers sur l'équilibre d'une masse fluide (1850).
Ce travail détermine les conditions dans lesquelles un corps supposé homogène peut rester autogravitant malgré les effets de marée produits par un autre corps. Si les effets de marée sont trop importants, les inhomogénéités du champ gravitationnel produits par le second corps sur la région occupée par le premier sont telles qu'elles deviennent supérieures au champ gravitationnel du premier corps et provoquent la dislocation de ce dernier. La frontière est appelée limite de Roche. On montre qu'elle est proportionnelle au rayon de l'objet produisant les effets de marée, la constante de proportionnalité étant fonction de la racine cubique du rapport des densités des deux corps considérés. Voici quelques cas de figure où interviennent un corps céleste, le corps autour duquel il orbite et la limite de Roche.
- Le satellite naturel Io, très proche de sa planète, Jupiter, est à peine plus loin que la limite de Roche. Les effets de marée intenses qu'il subit sont à l'origine de son abondant volcanisme.
- Les anneaux de Saturne correspondent à une situation où de la matière a effectivement été disloquée car trop proche de la planète autour de laquelle elle orbitait.
- Aussitôt après la découverte de Phobos, satellite de Mars, Roche annonça que la valeur qu'on donnait pour sa distance à la planète ne pouvait être vraie (elle était inférieure à la limite de 2,44 qu'il avait calculée) ; les mesures ultérieures lui donnèrent raison[12].

Les travaux de Roche ont fait l'objet d'extensions par G. H. Darwin, James Jeans, puis Subrahmanyan Chandrasekhar.

### Le lobe de Roche
La seconde contribution qui a rendu Roche célèbre est publiée en 1873 sous le nom d'Essai sur la constitution et l'origine du système solaire. C'est là qu'il détermine la structure des équipotentielles (et donc des figures d'équilibre) de deux corps soumis à leur interaction gravitationnelle mutuelle. Alors qu'un corps isolé sans rotation a une structure parfaitement sphérique, celle d'un corps soumis au champ gravitationnel d'un autre se déforme de façon asymétrique vers le second. On peut en particulier calculer la limite au-delà de laquelle un point n'est plus gravitationnellement lié au premier corps, mais est influencé par le second. Cette forme géométrique, évoquant celle d'une goutte d'eau, est appelée lobe de Roche.
Elle joue un rôle crucial dans la physique des étoiles binaires, car elle détermine si deux étoiles peuvent ou non échanger de la matière :
- si une étoile est entièrement contenue dans son lobe de Roche, elle est déformée par l'autre, mais garde la totalité de ses couches externes (on parle de binaire détachée) ;
- si une des étoiles enfle jusqu'à emplir complètement son lobe de Roche, alors de la matière va s'en échapper par le point le plus près de l'autre étoile (point de Lagrange L1) pour être capturée par cette dernière. Ce phénomène va considérablement affecter l'évolution du système binaire, tant sur le plan de l'évolution stellaire des deux composantes que sur celle de ses caractéristiques orbitales.

Les binaires X sont des exemples de binaires semi-détachées, dont le corps qui reçoit de la masse est un objet très compact, c'est-à-dire une étoile à neutrons ou un trou noir. Quand l'objet receveur est une naine blanche, on parle de variable cataclysmique. Une telle configuration correspond à ce que l'on appelle binaire semi-détachée. Quand les deux étoiles emplissent leurs lobes de Roche, on parle alors de binaire à contact.

## Publications
Roche classe ses publications en trois groupes :
1. mécanique céleste ;
2. parties des mathématiques autres que la mécanique céleste ;
3. astronomie et météorologie.

La liste qui suit n'est pas exhaustive ; voir plus bas les listes de publications.
- « Sur les figures ellipsoïdales qui conviennent à l’équilibre d’une masse fluide homogène tournant sur elle-même et soumise à l’attraction d’un point éloigné », 1849

- « Mémoire sur la figure d'une masse fluide, soumise à l'attraction d'un point éloigné ». Publié en trois parties dans Académie de Montpellier. Mémoires de la section des sciences :

1. t. 1, p. 243 (1849)
2. t. 1, p. 333 (1850)
3. t. 2, p. 21–32 (1851)

- « Mémoire sur la variation de la pesanteur au-dessus de la surface de la Terre », dans Académie de Montpellier. Mémoires de la section des sciences, t. 2, p. 251–265
- « Mémoire sur la figure des atmosphères des corps célestes », dans Académie de Montpellier. Mémoires de la section des sciences, t. 2, p. 399–439Voir aussi la planche IX, qui suit le texte
- « Recherches sur les atmosphères des comètes », dans Annales de l'Observatoire impérial de Paris, vol. 5, Paris, 1859, p. 353
- Réflexions sur la théorie des phénomènes cométaires, à propos de la comète de Donati, Paris, 1860
- « Sur une généralisation de la formule de Taylor », dans Journal de mathématiques pures et appliquées, 1864, p. 129–134
- Recherches sur les offuscations du Soleil et les météores cosmiques sur Google Livres, Paris, 1868
- « Essai sur la constitution et l'origine du système solaire », dans Mémoires de la Section des sciences / Académie des sciences et lettres de Montpellier, 1873 (1872 (T8)-1875), p. 235–324, sur Gallica

### Listes de publications
- Édouard Roche, « Analyse sommaire des travaux scientifiques de M. Édouard Roche » (1882), dans Édouard Roche – Sa vie et ses travaux, Montpellier, 1883, 9 p.
- Liste, site de l'Académie des sciences (31 éléments)Comprend parfois, en numéro bis, le travail d'un autre savant répondant à celui de Roche.Comprend une note sur les travaux — alors à publier — de Roche en météorologie.
- « Liste des œuvres de M. Édouard Roche », dans Mémoires de la Société des sciences, de l'agriculture et des arts de Lille, 1885, p. 33 (34 éléments)

La liste du Sudoc comporte (mars 2013) quelques erreurs d'attribution.

### Éponymie
Portent le nom de Roche :
- le cratère lunaire Roche[16] ;
- l’astéroïde (38237) Roche[17] ;
- un cratère sur Phobos[18] ;
- une rue de Montpellier[19].